# سیارک ۱۸۶۲۶
سیارک ۱۸۶۲۶ (به انگلیسی: 18626 Michaelcarr، نامگذاری:1998DO23) هجده هزار و ششصد و بیست و ششمین سیارک کشف شده است که در ۲۷ فوریه ۱۹۹۸ کشف شد.
قدر مطلق سیارک برابر ۱۵٫۵ است.